# وزارة الإدارة المحلية (الأردن)
تعتبر وزارة الإدارة المحلية المستشار الفني والمالي والإدراي لكافة المجالس المحلية في المملكة، كما انها تشرف على أعمال المجالس البلدية ومجالس الخدمات المشتركة للتأكد من أن أعمال هذه المجالس مطابقة للقوانين والأنظمة والتعليمات المعمول بها.
وتتولى الوزارة الاشراف على كل ما يتصل بشؤون الإدارة المحلية للمجالس البلدية في مجال تقديم الخدمات وكافة الامور التنظيمية وتنفيذ مشاريع التنمية المحلية وتنسيق نشاطات وخطط هذه المجالس لتكون منسجمة ومواكبة لاحداث التنمية في كافة انحاء المملكة.
كما تعمل الوزارة كمستشار فني ومالي واداري لكافة المجالس البلدية وتشرف من خلال اجهزتها وطواقمها على أعمال المجلس والهيئات المحلية للتأكد من مطابقة اعمالها للقوانين والانظمة المعمول بها.
تختص الوزارة بإعداد السياسية العامة للإدارة المحلية وعرضهاعلى مجلس الوزراء لإقرارها ووضع الخطط والبرامج اللازمة لتنفيذها. وتعزيز الدور التنموي للإدارات المحلية من مجالس محلية وبلدية ومجلس محافظات والتنسيق والتكامل فيما بينها لتحقيق التنمية المحلية الشاملة. وتمكين البلديات ومجالس المحافظات من إعداد وتنفيذ الخطط الاستراتيجية والتنموية ودليل احتياجاتها وموازناتها بكفاءة ضمن أولوياتها. وإعداد برامج لبناء قدرات العاملين في الإدارة المحلية وتطويرها ورفع مستوى أدائها وتوفير مصادر التمويل بالتنسيق مع الجهات المعنية. والرقابة على مدى التزام البلديات ومجالها واللجان التنظيمية ومجال الخدمات المشتركة ومجالس المحافظات بتطبيق أحكام التشريعات المتعلقة بعملها وتدقيق حسابات البلديات. وتفعيل الشراكة ما بين القطاع العام والقطاع الخاص والبلديات في تنفيذ المشاريع الخدمية والرأسمالية.
تأسست وزارة الإدارة المحلية بتاريخ 13/2/1965 تحت اسم وزارة الداخلية للشؤون البلدية والقروية والبيئة.وفي عام 1976 أصبحت وزارة الشؤون البلدية والقروية، وتغيرت التسمية عام 1980 تحت اسم وزارة الشؤون البلدية والقروية والبيئة وذلك نظراً لإنشاء دائرة البيئة ضمن جهازها، وفي عام 2002 بعد استحداث وزارة البيئة أصبح اسمها وزارة الشؤون البلدية.

## المديريات
- مديرية الموارد البشرية
- مديرية الشؤون الادارية
- مديرية الشؤون المالية
- مديرية التدريب والتطوير المؤسسي
- مديرية العطاءات والمشاريع
- مديرية تكنولوجيا المعلومات والتحول الإلكتروني
- مديرية التنمية المحلية
- مديرية شؤون المجالس البلدية والمحلية
- مديرية إدارة النفايات الصلبة
- مديرية الرقابة على البلديات
- مديرية التخطيط الشمولي
- مديرية تنظيم المدن والقرى
- مديريات الشؤون البلدية في المحافظات
- وحدة الرقابة الداخلية
- وحدة البرامج الدولية
- وحدة الشؤون القانونية
- وحدة ضبط الجودة
- وحدة العلاقات العامة والإعلام

## البلديات
- عمان
- العقبة
- عجلون
- البلقاء
- إربد
- معان
- مأدبا
- جرش
- المفرق
- الطفيلة
- الزرقاء
- الكرك

## المنظمات والجهات التابعة
بنك تنمية المدن والقرى

## المجالس
| اسم المجلس                                 |
| م خدمات الزرقاء                            |
| م خدمات البلقاء                            |
| م خدمات الأغوار الوسطى                     |
| م خدمات مادبا                              |
| م خدمات المشتركة مادبا وماعين وحسبان ومليح |
| م خدمات إربد                               |
| م خدمات المفرق                             |
| م خدمات عجلون                              |
| م خدمات معان                               |
| م خدمات العقبة                             |
| م خدمات القويرة                            |
| م خدمات الكرك                              |
| م خدمات الأغوار الجنوبية                   |
| م خدمات الطفيلة                            |
| م خدمات البادية الشمالية                   |
| م خدمات المدورة                            |
| م خدمات ذيبان                              |
| م خدمات الأغوار الشمالية                   |

## الوزراء
| الصورة                                        | الاسم (مواليد–وفاة)                           | فترة شغل المنصب                               | فترة شغل المنصب                               | فترة شغل المنصب                               | الحزب                                         | الحزب                                         | الحكومة                                                                               | ملاحظات                                       |
| الصورة                                        | الاسم (مواليد–وفاة)                           | تولى المنصب                                   | غادر المنصب                                   | المدة                                         | الحزب                                         | الحزب                                         | الحكومة                                                                               | ملاحظات                                       |
| وزير الداخلية للشؤون البلدية والقروية والبيئة | وزير الداخلية للشؤون البلدية والقروية والبيئة | وزير الداخلية للشؤون البلدية والقروية والبيئة | وزير الداخلية للشؤون البلدية والقروية والبيئة | وزير الداخلية للشؤون البلدية والقروية والبيئة | وزير الداخلية للشؤون البلدية والقروية والبيئة | وزير الداخلية للشؤون البلدية والقروية والبيئة | وزير الداخلية للشؤون البلدية والقروية والبيئة                                         | وزير الداخلية للشؤون البلدية والقروية والبيئة |
| --------------------------------------------- | --------------------------------------------- | --------------------------------------------- | --------------------------------------------- | --------------------------------------------- | --------------------------------------------- | --------------------------------------------- | ------------------------------------------------------------------------------------- | --------------------------------------------- |
|                                               | الاسم (0000–0000)                             | 01 شهر 0000                                   | 01 شهر 0000                                   | 1 سنة و31 أيام                                |                                               | مستقل                                         | الحكومة                                                                               |                                               |
| وزير الشؤون البلدية والقروية                  |                                               |                                               |                                               |                                               |                                               |                                               |                                                                                       |                                               |
|                                               | توفيق كريشان (1947–)                          | 8 حزيران 1994                                 | 7 كانون الثاني 1995                           | 213 أيام                                      |                                               | مستقل                                         | حكومة عبد السلام المجالي الأولى                                                       |                                               |
| وزير الشؤون البلدية والقروية والبيئة          |                                               |                                               |                                               |                                               |                                               |                                               |                                                                                       |                                               |
|                                               | توفيق كريشان (1947–)                          | 19 آذار 1997                                  | 18 حزيران 2000                                | 3 سنوات و91 أيام                              |                                               | مستقل                                         | حكومة عبد السلام المجالي الثانية حكومة فايز الطراونة الأولى حكومة عبد الرؤوف الروابدة |                                               |
| وزير الشؤون البلدية                           |                                               |                                               |                                               |                                               |                                               |                                               |                                                                                       |                                               |
|                                               | توفيق كريشان (1947–)                          | 7 نيسان 2005                                  | 24 تشرين الثاني 2005                          | 231 أيام                                      |                                               | مستقل                                         | حكومة عدنان بدران                                                                     |                                               |
| وزير الإدارة المحلية                          |                                               |                                               |                                               |                                               |                                               |                                               |                                                                                       |                                               |
|                                               | وليد المصري (0000–0000)                       | 01 شهر 0000                                   | 01 شهر 0000                                   | 1 سنة و31 أيام                                |                                               | مستقل                                         | الحكومة                                                                               |                                               |
|                                               | توفيق كريشان (1947–)                          | 12 تشرين الأول 2020                           | في المنصب                                     | 4 سنوات و160 أيام                             |                                               | مستقل                                         | حكومة بشر الخصاونة                                                                    |                                               |